# 茨乃
茨乃（日语：／ Shino，1987年11月17日—），日本插画家。

## 主要作品

### 插画
- 神不在的星期天（富士見Fantasia文庫，原作：入江君人）
- （電擊文庫，原作：渡部狛）
- （一迅社文庫，原作：六塚光）
- 時鐘機關之星（講談社轻小说文庫，原作：榎宮祐、暇奈椿）
- 槍與面具（PoniCan BOOKS、原作：子安秀明）

### 漫画选集
- （月刊Comp Ace）

### 网络小说插画
- 四季（秋）（GANGAN ONLINE 2008年10月2日）